# Marcus Baker
| |  |
| Izquierda: Retrato de estudio de Marcus Baker Derecha: Fotografía de Marcus Baker cuando era joven con gafas de borde de alambre y barba oscura. Probablemente de principios de la década de 1880, cuando Baker trabajaba en Los Ángeles |  |

Marcus Baker (23 de septiembre de 1849 - 12 de diciembre de 1903) fue un naturalista estadounidense, explorador de Alaska, periodista y editor de un periódico. Fue uno de los socios fundadores en 1888 de la National Geographic Society.

## Primeros años y educación
Baker nació en 1849 en Kalamazoo (Míchigan), y se graduó por la Universidad de Míchigan. Tras graduarse, trabajó como instructor de matemáticas en esta universidad desde 1871 hasta 1873. El 25 de mayo de 1899 se casó con Marian Una Strong en Kalamazoo. 

## Carrera
En 1872, William Healey Dall lo contrató para ser naturalista en una expedición a Alaska, donde recopiló datos topográficos e hidrográficos. Seguiría yendo con Dall a Alaska todos los años hasta 1888, cuando cofundó la National Geographic Society, siendo￼ uno de los primeros editores de la revista National Geographic. Fue uno de los 15 firmantes originales de los estatutos fundacionales de la National Geographic Society en 1888. Baker era bien conocido por su trabajo en geología y cartografía. 

## Casa de Baker
La casa de Baker en el Distrito de Columbia fue construida entre 1889 y 1905 en la calle 16th NW. Es una edificación de 4000 pies cuadrados (371 m²) con cinco habitaciones y un apartamento de dos dormitorios en el nivel inferior. Las molduras y la madera se han restaurado para preservar su aspecto original, aunque se ha modificado su interior y se le han añadido unas cubiertas exteriores.

## Organizaciones
También fue miembro de la Junta de Nombres Geográficos de los Estados Unidos durante la década de 1890.

## Muerte

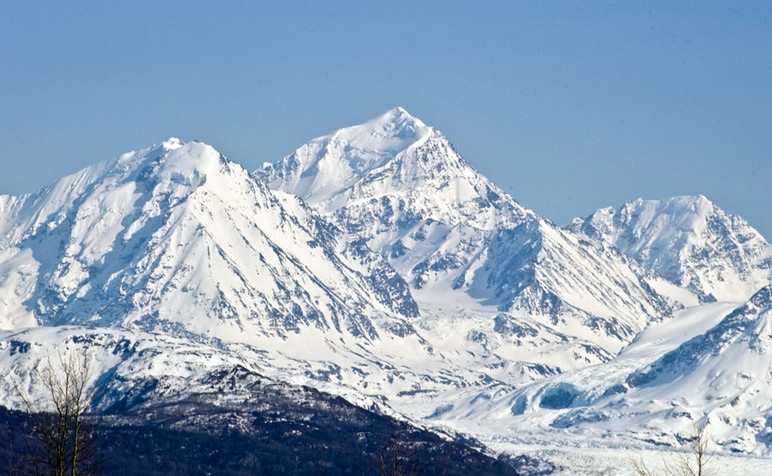
Monte Marcus Baker, Alaska, Estados Unidos

Baker sufrió un ataque al corazón, ￼y murió en Washington D. C. en 1903. El Monte Marcus Baker, en la Cordillera Chugach en el sur de Alaska, lleva su nombre. 